# Pterolobium
Pterolobium é um género botânico pertencente à família Fabaceae.
- Pterolobium borneense Merr.
- Pterolobium densiflorum Prain
- Pterolobium hexapetalum (Roth) Santapau & Wagh
- Pterolobium integrum Craib
- Pterolobium lacerans (Roxb.) Wight & Arn.
- Pterolobium macropterum Kurz
- Pterolobium membranulaceum (Blanco) Merr.
- Pterolobium micranthum Gagnep.
- Pterolobium microphyllum Miq.
- Pterolobium punctatum Hemsl. ex Forb. & Hemsl.
- Pterolobium stellatum (Forssk.) Brenan

1. ↑  «Pterolobium — World Flora Online». www.worldfloraonline.org. Consultado em 19 de agosto de 2020